# Ciao, ciao bambina! (Piove)
Ciao, ciao bambina! (Piove)  è un film del 1959 diretto da Sergio Grieco e realizzato sull'onda del successo del brano Piove (ciao ciao bambina) di Domenico Modugno.

## Trama
Guido e Riccardo sono due fratelli dal carattere diametralmente opposto, il primo timido riservato e molto affidabile mentre il secondo affascinante e intraprendente ma molto svagato sul lavoro.
Il padre per farlo diventare più serio decide di farlo sposare a Gloria, figlia di un industriale romano ma questi incarica la sua fidata segretaria Silvia di indagare sulle abitudini del ragazzo.
Dopo una serie di disavventure al limite del verosimile le cose si aggiustano, Guido sposerà Gloria mentre Riccardo sposerà Silvia.